# Ciclism la Jocurile Olimpice de vară din 2020 - Omnium masculin
Cursa ciclistă de omnium masculin de la Jocurile Olimpice de vară din 2020 a avut loc pe 5 august 2021 pe Izu Velodrome,Tokyo. Au participat 20 de cicliști din 20 de țări.

## Program
Orele sunt ora Japoniei (UTC+9) 
| Data               | Timp                    | Etapă                                                            |
| ------------------ | ----------------------- | ---------------------------------------------------------------- |
| Joi, 5 august 2021 | 15:30 16:27 17:07 17:55 | Cursa scratch Cursa Tempo Cursa de elimniare Cursa pentru puncte |

## Rezultate

### Cursa Scratch
| Loc | Ciclist              | Țară                       | Ture în spate | Puncte probă |
| --- | -------------------- | -------------------------- | ------------- | ------------ |
| 1   | Matthew Walls        | Marea Britanie             |               | 40           |
| 2   | Benjamin Thomas      | Franța                     |               | 38           |
| 3   | Jan-Willem van Schip | Olanda                     |               | 36           |
| 4   | Artyom Zakharov      | Kazahstan                  |               | 34           |
| 5   | Niklas Larsen        | Danemarca                  |               | 32           |
| 6   | Sam Welsford         | Australia                  | –1            | 30           |
| 7   | Campbell Stewart     | Noua Zeelandă              | –1            | 28           |
| 8   | Eiya Hashimoto       | Japonia                    | –1            | 26           |
| 9   | Théry Schir          | Elveția                    | –1            | 24           |
| 10  | Gavin Hoover         | Statele Unite ale Americii | –1            | 22           |
| 11  | Kenny De Ketele      | Belgia                     | –1            | 20           |
| 12  | Roger Kluge          | Germania                   | –1            | 18           |
| 13  | Elia Viviani         | Italia                     | –1            | 16           |
| 14  | Szymon Sajnok        | Polonia                    | –1            | 14           |
| 15  | Albert Torres        | Spania                     | –1            | 12           |
| 16  | Mark Downey          | Irlanda                    | –1            | 10           |
| 17  | Christos Volikakis   | Grecia                     | –1            | 8            |
| 18  | Yauheni Karaliok     | Belarus                    | –1            | 6            |
| 19  | Andreas Müller       | Austria                    | –1            | 4            |
| 20  | David Maree          | Africa de Sud              | –2            | 2            |

### Cursa Tempo
| Loc | Ciclist              | Țară                       | Puncte cursă | Puncte probă |
| --- | -------------------- | -------------------------- | ------------ | ------------ |
| 1   | Jan-Willem van Schip | Olanda                     | 30           | 40           |
| 2   | Benjamin Thomas      | Franța                     | 23           | 38           |
| 3   | Matthew Walls        | Marea Britanie             | 23           | 36           |
| 4   | Théry Schir          | Elveția                    | 23           | 34           |
| 5   | Gavin Hoover         | Statele Unite ale Americii | 22           | 32           |
| 6   | Niklas Larsen        | Danemarca                  | 22           | 30           |
| 7   | Kenny De Ketele      | Belgia                     | 21           | 28           |
| 8   | Elia Viviani         | Italia                     | 21           | 26           |
| 9   | Szymon Sajnok        | Polonia                    | 21           | 24           |
| 10  | Albert Torres        | Spania                     | 21           | 22           |
| 11  | Roger Kluge          | Germania                   | 3            | 20           |
| 12  | Campbell Stewart     | Noua Zeelandă              | 2            | 18           |
| 13  | Sam Welsford         | Australia                  | 1            | 16           |
| 14  | Yauheni Karaliok     | Belarus                    | 1            | 14           |
| 15  | Artyom Zakharov      | Kazahstan                  | 1            | 12           |
| 16  | Eiya Hashimoto       | Japonia                    | 1            | 10           |
| 17  | Christos Volikakis   | Grecia                     | 0            | 8            |
| 18  | David Maree          | Africa de Sud              | 0            | 6            |
| 19  | Mark Downey          | Irlanda                    | –20          | 4            |
| 20  | Andreas Müller       | Austria                    | –20          | 2            |

### Cursa de eliminare
| Loc | Ciclist              | Țară                       | Puncte probă |
| --- | -------------------- | -------------------------- | ------------ |
| 1   | Elia Viviani         | Italia                     | 40           |
| 2   | Matthew Walls        | Marea Britanie             | 38           |
| 3   | Théry Schir          | Elveția                    | 36           |
| 4   | Jan-Willem van Schip | Olanda                     | 34           |
| 5   | Campbell Stewart     | Noua Zeelandă              | 32           |
| 6   | Benjamin Thomas      | Franța                     | 30           |
| 7   | Albert Torres        | Spania                     | 28           |
| 8   | Niklas Larsen        | Danemarca                  | 26           |
| 9   | Sam Welsford         | Australia                  | 24           |
| 10  | Kenny De Ketele      | Belgia                     | 22           |
| 11  | Gavin Hoover         | Statele Unite ale Americii | 20           |
| 12  | Eiya Hashimoto       | Japonia                    | 18           |
| 13  | Artyom Zakharov      | Kazahstan                  | 16           |
| 14  | Christos Volikakis   | Grecia                     | 14           |
| 15  | David Maree          | Africa de Sud              | 12           |
| 16  | Szymon Sajnok        | Polonia                    | 10           |
| 17  | Roger Kluge          | Germania                   | 8            |
| 18  | Yauheni Karaliok     | Belarus                    | 6            |
| 19  | Mark Downey          | Irlanda                    | 4            |
| 20  | Andreas Müller       | Austria                    | 2            |

### Cursa pentru puncte și clasament final
| Loc | Ciclist              | Țară                       | CS | CT | CE | Subtotal | Puncte sprint | Puncte tură | Ordinea de sosire | Total puncte |
| --- | -------------------- | -------------------------- | -- | -- | -- | -------- | ------------- | ----------- | ----------------- | ------------ |
| 1   | Matthew Walls        | Marea Britanie             | 40 | 36 | 38 | 114      | 19            | 20          | 2                 | 153          |
| 2   | Campbell Stewart     | Noua Zeelandă              | 28 | 18 | 32 | 78       | 11            | 40          | 17                | 129          |
| 3   | Elia Viviani         | Italia                     | 16 | 26 | 40 | 82       | 22            | 20          | 4                 | 124          |
| 4   | Benjamin Thomas      | Franța                     | 38 | 38 | 30 | 106      | 12            | 0           | 19                | 118          |
| 5   | Niklas Larsen        | Danemarca                  | 32 | 30 | 26 | 88       | 5             | 20          | 13                | 113          |
| 6   | Jan-Willem van Schip | Olanda                     | 36 | 40 | 34 | 110      | 2             | 0           | 7                 | 112          |
| 7   | Théry Schir          | Elveția                    | 24 | 34 | 36 | 94       | 15            | 0           | 1                 | 109          |
| 8   | Gavin Hoover         | Statele Unite ale Americii | 22 | 32 | 20 | 74       | 5             | 20          | 8                 | 99           |
| 9   | Roger Kluge          | Germania                   | 18 | 20 | 8  | 46       | 5             | 40          | 12                | 91           |
| 10  | Albert Torres        | Spania                     | 12 | 22 | 28 | 62       | 2             | 20          | 11                | 84           |
| 11  | Sam Welsford         | Australia                  | 30 | 16 | 24 | 70       | 9             | 0           | 3                 | 79           |
| 12  | Yauheni Karaliok     | Belarus                    | 6  | 14 | 6  | 26       | 10            | 40          | 10                | 76           |
| 13  | Kenny De Ketele      | Belgia                     | 20 | 28 | 22 | 70       | 0             | 0           | 6                 | 70           |
| 14  | Artyom Zakharov      | Kazahstan                  | 34 | 12 | 16 | 62       | 0             | 0           | 15                | 62           |
| 15  | Eiya Hashimoto       | Japonia                    | 26 | 10 | 18 | 54       | 0             | 0           | 5                 | 54           |
| 16  | Szymon Sajnok        | Polonia                    | 14 | 24 | 10 | 48       | 0             | 0           | 14                | 48           |
| 17  | Mark Downey          | Irlanda                    | 10 | 4  | 4  | 18       | 0             | 0           | 9                 | 18           |
| 18  | Andreas Müller       | Austria                    | 4  | 2  | 2  | 8        | 0             | 0           | 16                | 8            |
| 19  | David Maree          | Africa de Sud              | 2  | 6  | 12 | 20       | 3             | –40         | 18                | –17          |
| 20  | Christos Volikakis   | Grecia                     | 8  | 8  | 14 | 30       | 1             | –20         | DNF               | –            |